# Monumentale
Monumentale – stacja  metra mediolańskiego linii M5. Znajduje się przy Cimitero Monumentale w Mediolanie - jednym z największych mediolańskich cmentarzy. Stacja zlokalizowana jest pomiędzy przystankami Garibaldi FS i Cenisio. Otwarcie nastąpiło w 2015 roku.